# Caprella carina
Caprella carina är en kräftdjursart som beskrevs av Mayer 1903. Caprella carina ingår i släktet Caprella och familjen Caprellidae. Inga underarter finns listade i Catalogue of Life.